# Armand Thiéry
Armand  Auguste Ferdinand Thiéry (* 6. August 1868 in Gentbrugge, Ostflandern, Belgien; † 12. Januar 1955 in Löwen) war ein belgischer römisch-katholischer Priester, Theologe, Psychologe, Ingenieur und Professor.

## Leben
Ab 1886 studierte Thiéry Rechtswissenschaften sowie Physik und Mathematik an der Katholischen Universität Löwen und wurde in Recht sowie Physik und Mathematik promoviert. Auf Anraten von Désiré-Joseph Mercier studierte er ab 1892 experimentelle Psychologie an der Universität Bonn und ab 1893 bei Wilhelm Wundt an der Universität Leipzig. In Bonn wurde er am 15. Mai 1892 Mitglied der katholischen Studentenverbindung KDStV Bavaria Bonn im CV. 1896 war er Gründer der KAV Lovania Löwen.

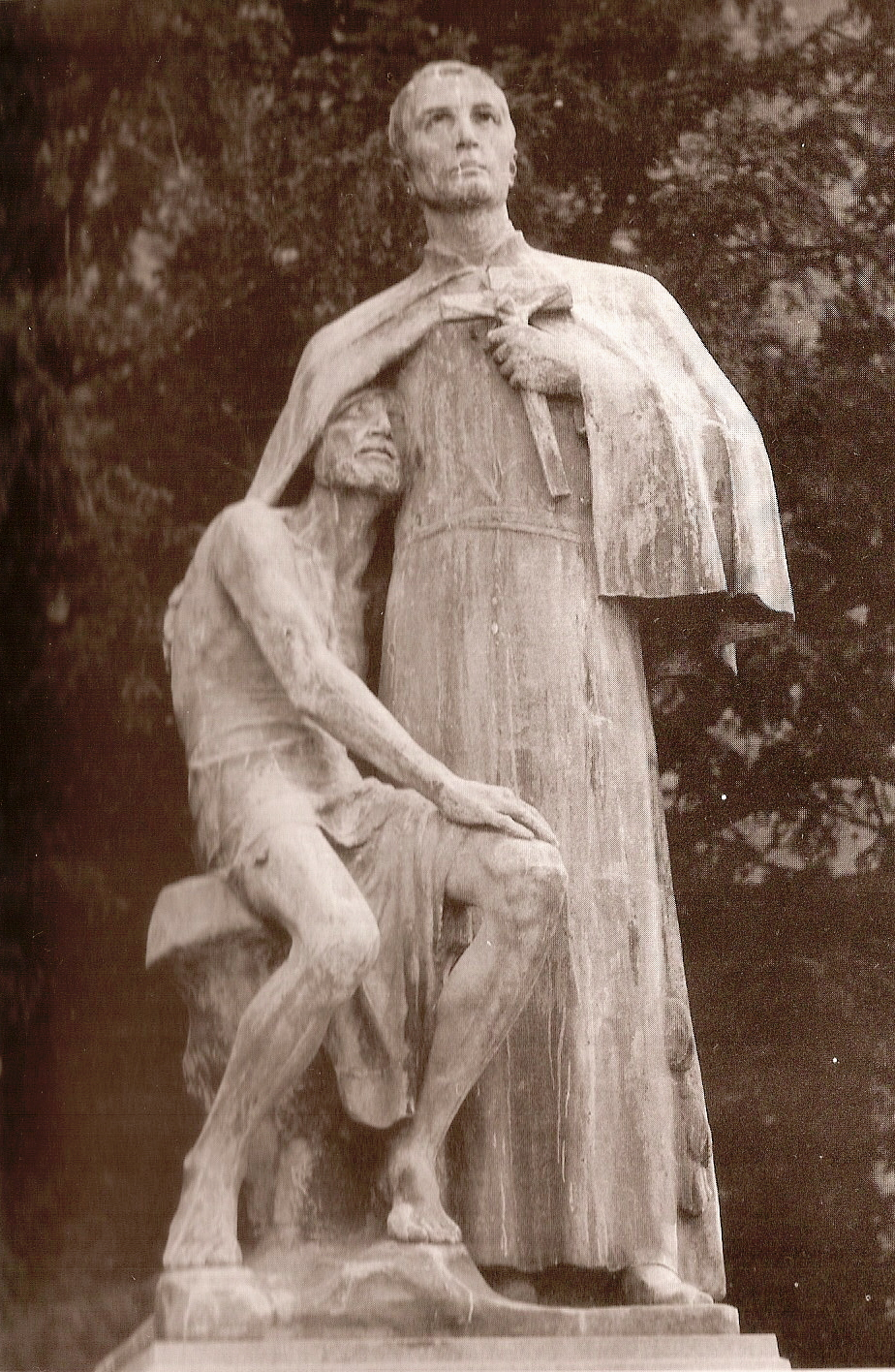
Damian de Veuster und Armand Thiéry

1895 kehrte er nach Löwen zurück und wurde Professor am Philosophischen Institut der Universität Löwen (Leo XIII.-Seminar), das 1895 durch Kardinal Mercier gegründet wurde. Er wurde ein anerkannter Experte des Thomismus. Für seine wissenschaftlichen Arbeiten erhielt er zusammen mit seinem Professorenkollegen Simon Deploige die Ehrendoktorwürde. 1897 und 1900 wurde Thiéry in Privataudienz von Papst Leo XIII. empfangen. Am 31. Dezember 1896 empfing Armand Thiéry die Priesterweihe.
1895 erhielt er zudem einen Ruf als Professor, von 1895 bis 1914 an der medizinischen Fakultät der Universität Löwen und lehrte über experimentelle Psychologie. Ab 1909 assistierte ihm Albert Michotte, der auch nach seiner Emeritierung im Jahre 1939 sein Nachfolger wurde und die Löwener Schule begründete.
Er engagierte sich in philosophischen Studentenkreisen. Seit 1895 war er Mitglied der Philosophischen Gesellschaft Löwen.
Im Ersten Weltkrieg konnte Thiéry einen Teil des historischen Stadtinneren von Löwen vor der Brandstiftung in Folge einer deutschen Vergeltungsaktion bewahren. Im Zweiten Weltkrieg rettete der emeritierte Universitätsprofessor, Mystiker und Ordenspriester Thiéry mehreren Juden und anderen NS-Verfolgten das Leben durch Unterschlupf- und Fluchthilfe. Er versteckte auch Juden in seinem Kloster in Heverlee nahe Löwen. Für die Rettung jüdischen Lebens erhielt er, auf Betreiben der von ihm geretteten Jüdin Grunia Schicharewitch, im Jahre 1980 posthum die Auszeichnung „Gerechter unter den Völkern“ von Jad waSchem und dem Staate Israel.

## Schriften
- Instantanés d’Italie. Société Belge de librairie, Brüssel 1892.
- mit Paul Verlaine: Conférence de Paul Verlaine aux XX. Société belge de librairie, Brüssel 1893.
- Ernest Hello. Société Belge de librairie, Brüssel 1895
- Introduction à la psycho-physiologie: leçon d’ouverture du cours de psycho-physiologie. Polleunis et Ceuterick, Leuven 1895.
- Choses universitaires: les chansons d’étudiants dans les universités allemandes. Siffer, Gent 1896.
- Ueber geometrisch-optische Täuschungen. Teil 2, Engelmann, Leipzig 1896.
- Les beaux arts et la philosophie: d’Aristote et de saint Thomas. Institut supérieur de philosophie, Leuven 1896.
- Lourdes. Institut supérieur de philosophie, Leuven 1897.
- Le sermon sur la montagne et le socialisme contemporain. Institut supérieur de philosophie, Leuven 1897.
- La vue et les couleurs: quelques observations en réponse à M. Hallez. Institut supérieur de philosophie, Leuven 1897.
- Psychologie naturelle. Institut supérieur de philosophie, Leuven 1900.
- Chansonnier des étudiants Belges publié par la Studentenverbindung Lovania. Breitkopf et Härtel, Brüssel 1901.
- Le tonal de la parole, Institut supérieur de philosophie. Leuven 1901.
- Cours de physique expérimentale. Institut supérieur de philosophie, Leuven 1905–1917.
- La tour de l'église Saint-Rombaut à Malines: le plan et la maquette: discussion du projet d’achèvement. Nova et Vetera, Leuven 1909.
- Une kopie du suaire du Turin exécutée en 1516 et actuellement dans les archives de l'église Saint-Gommaire à Lierre. Nova et Vetera, Leuven 1909.
- mit Constantin Meunier, Emile van Dievoet: Exposition de l'oeuvre de Constantin Meunier. Université Catholique de Louvain, Leuven 1909.
- mit Louise Lateau de Bois-d’Haine: A propos du livre publié par le Père Lejeune sous le titre La vie du Père Huchant. Demarteau, Liége 1914.
- Nouvelle biographie de Louise Lateau d’après les documents authentiques. Nova et Vetera, Leuven 1915–1921.
- mit Columba Marmion: La méditation liturgique de l’évangile intégral des dimanches et fêtes. Nova et Vetera, Leuven 1917.
- La stigmatisée belge Louise Lateau de Bois-d’Haine: histoire abrégée d’après ses biographes. Nova et Vetera, Leuven 1920.
- Aristoteles, Commentaire du traité De l’âme d’Aristote: traduction française du texte latin de Saint Thomas d’Aquin. Institut supérieur de philosophie, Leuven 1923.
- mit Dionysius Areopagita: Traité des noms divins. Institut supérieur de philosophie, Leuven 1926.